# Communauté de communes de Lévézou Pareloup
La Communauté de communes Lévézou-Pareloup est une communauté de communes française, créée en 2001, et située au cœur du département de l'Aveyron.

## Historique
Elle a été créée le 15 décembre 2000. Elle est l'héritière du SIVOM des Monts et Lacs.

## Territoire communautaire

### Composition
La communauté de communes est composée des 10 communes suivantes :

| Nom                      | Code Insee | Gentilé          | Superficie (km2) | Population (dernière pop. légale) | Densité (hab./km2) |
| ------------------------ | ---------- | ---------------- | ---------------- | --------------------------------- | ------------------ |
| Salles-Curan (siège)     | 12253      | Sallecuranais    | 93,9             | 1 030 (2022)                      | 11                 |
| Alrance                  | 12006      | Alrançais        | 35,43            | 333 (2022)                        | 9,4                |
| Arvieu                   | 12011      | Arvieunois       | 46,91            | 765 (2022)                        | 16                 |
| Canet-de-Salars          | 12050      | Canetiens        | 29,97            | 450 (2022)                        | 15                 |
| Curan                    | 12307      | Curanois         | 41,18            | 302 (2022)                        | 7,3                |
| Saint-Laurent-de-Lévézou | 12236      | Saint-Laurentais | 23,33            | 157 (2022)                        | 6,7                |
| Saint-Léons              | 12238      | Saint-Léonois    | 32,89            | 427 (2022)                        | 13                 |
| Ségur                    | 12266      | Ségurois         | 67,05            | 540 (2022)                        | 8,1                |
| Vézins-de-Lévézou        | 12294      | Vézinois         | 78,96            | 650 (2022)                        | 8,2                |
| Villefranche-de-Panat    | 12299      | Villefranchans   | 29,13            | 678 (2022)                        | 23                 |

### Démographie
| 1968  | 1975  | 1982  | 1990  | 1999  | 2009  | 2014  | 2020  |
| ----- | ----- | ----- | ----- | ----- | ----- | ----- | ----- |
| 7 610 | 6 987 | 6 797 | 5 951 | 5 538 | 5 576 | 5 469 | 5 312 |

## Administration

### Siège
Le siège administratif de la communauté de communes est situé au 8 route du Claux à Vézins-de-Lévézou.

### Élus
Le conseil communautaire de la communauté de communes se compose de 28 conseillers, représentant chacune des communes membres et élus pour une durée de six ans.
Ils sont répartis comme suit :
| Nombre de conseillers | Communes                                     |
| --------------------- | -------------------------------------------- |
| 5                     | Salles-Curan                                 |
| 4                     | Arvieu, Villefranche-de-Panat                |
| 3                     | Vézins-de-Lévézou, Ségur                     |
| 2                     | Alrance, Canet-de-Salars, Curan, Saint-Léons |
| 1 (+ 1 suppléant)     | Saint-Laurent-de-Lévézou                     |

### Présidence
| Période                                  | Période               | Identité           | Étiquette | Qualité |
| ---------------------------------------- | --------------------- | ------------------ | --------- | --- |
| 2008                                     | août 2017 (démission) | Arnaud Viala       | LR        | Maire de Vézins-de-Lévézou (2008-2017) Député de l'Aveyron (2015-2021)                                                                            |
| août 2017                                | juillet 2020          | Jean-Pierre Drulhe | SE        | Maire d'Alrance (2008-2020) |
| juillet 2020                             | janvier 2023          | Alexis Canitrot    |           | Conseiller municipal de Salles-Curan |
| janvier 2023                             | En cours              | Arnaud Viala       | DVD       | Conseiller municipal de Vézins-de-Lévézou Conseiller départemental du canton de Raspes et Lévezou Président du conseil départemental de l'Aveyron |
| Les données manquantes sont à compléter. |                       |                    |           | |

### Compétences
- Aménagement de l'espace : Plan local d'urbanisme et documents d'urbanisme
- Développement économique : Zones d'activités, politique de soutien aux entreprises, à l'artisanat et aux commerces.
- Gestion des milieux aquatiques et prévention des inondations
- Collecte et gestion des déchets ménagers et assimilés

### Régime fiscal et budget
Le régime fiscal de la communauté de communes est la fiscalité professionnelle unique (FPU).

## Projets et réalisations

### Projets
La communauté de communes mène de nombreuses actions et développe des projets parmi lesquels : plan local d'urbanisme intercommunal (PLUi), zones d'activités artisanales, aide économique à l'investissement immobilier des entreprises, soutien à l'agriculture de proximité, cité numérique à Arvieu, modernisation et entretien des voiries d'intérêt communautaire, projet de complexe aquatique et sportif à Salles-Curan, etc.